# إسماعيل محمد المدني
إسماعيل محمد المدني ناشط بيئي وسياسي وكاتب عمود وباحث بحريني.

## النشأة والتعليم
حصل على بكالوريوس في الكيمياء من جامعة تكساس بالولايات المتحدة العام 1979. ثم حصل على ماجستير ودكتوراه من معهد جامعة مانشستر للعلوم والتكنولوجيا بالمملكة المتحدة العام 1984.

## المسيرة المهنية
عمل أستاذ «بروفيسور» الدراسات البيئية بجامعة الخليج العربي بالبحرين من 1994 إلى يونيو 2000.
عين أمين عام بدرجة وكيل وزارة الهيئة الوطنية لحماية الحياة الفطرية من يونيو 2000 إلى ديسمبر 2003. ثم عين مدير عام ونائب رئيس الهيئة لشئون البيئة والحياة الفطرية بدرجة وكيل وزارة من يناير 2004.
له أكثر من 400 مقال منذ العام 1984 حتى الآن في الصحف والمجلات في البحرين وخارجها منها سلسلة من 36 مقالا بعنوان «من أجل وعي شعبي لحماية البيئة» وسلسلة أخرى من 35 مقالا بعنوان «فلنتعظ بالتاريخ لحماية بيئتنا» وعمود أسبوعي منذ يونيو 1990. إضافة إلى إلقاء المحاضرات والندوات في الوسائل الاعلامية الأخرى منذ العام 1984.
ساهم في تأسيس جمعية الشباب والبيئة في مملكة البحرين العام 1994 وإنشاء لجنة الرياضة والبيئة التابعة للجنة الأولمبية البحرينية في العام 1997 والمشاركة في تأسيس الشبكة العربية للبيئة والتنمية ومقرها القاهرة والشبكة الخليجية للجمعيات البيئية الأهلية في 26 أبريل 2000 ومقرها في الكويت.

## الجوائز والتكريمات
- حصل على جائزة الصحافي البيئي المتميز في 27 يونيو 2004 في مملكة البحرين.
- حصل على جائزة أفضل كتاب في مجال البيئة في 5 يونيو 2004 من وزارة التربية والتعليم بمملكة البحرين.
- حصل على جائزة منظمة العواصم والمدن الإسلامية في مجال «التأليف والتحقيق والترجمة - البيئة والخدمات البلدية» في 13 فبراير 2001.
- حصل على وسام الشيخ عيسى بن سلمان آل خليفة من الدرجة الثانية في 7 نوفمبر 2000.
- حاز على جائزة داعية البيئة العربي في 29 مارس 1998 على مستوى الوطن العربي مقدمة من منظمة المدن العربية.
- حصل على جائزة ولي عهد البحرين للبحوث العلمية في 23 ديسمبر 1996.
- حصل على جائزة دولة البحرين للعمل الوطني المتميز في المجال البيئي مقدمة من رئيس الوزراء في 3 مارس 1999.

## المؤلفات
- بيئتنا في خطر: قصص واقعية عالمية.[3]
- السيارات: المشكلة والحل.
- رحلتي مع البيئة.
- ثرواتنا البيئية مهددة.
- حماية الحياة الفطرية في الإسلام.